# 黒松内南インターチェンジ
黒松内南インターチェンジ（くろまつないみなみインターチェンジ）は、北海道寿都郡黒松内町字赤井川にある黒松内新道のハーフインターチェンジ。
道央自動車道方向出口と黒松内IC方向入口があり、黒松内南ICから黒松内IC間は無料区間となる。

## 歴史
- 2009年（平成21年）11月7日：黒松内JCT - 黒松内ICの開通に伴い供用開始[2]。

## 接続する道路
- 直接接続
  - 北海道道344号白井川豊浦線

- 間接接続
  - 北海道道266号大成黒松内停車場線

## 隣
E5A 黒松内新道
(12) 黒松内JCT/TB - 黒松内南IC - 黒松内IC